# Budapest Klezmer Band
Die Budapest Klezmer Band ist eine 1990 gegründete experimentelle Klezmer-Musikgruppe aus Budapest.

## Stil
Die Budapest Klezmer Band vermischt traditionelle Klezmer-Melodien und -Lieder mit osteuropäischen Einflüssen, Klassik, Swing und Jazzelementen. Die Band schreibt die meisten der Lieder selbst, interpretiert aber auch traditionelles jüdisches oder osteuropäisches Liedgut neu.
Der musikalische „Mastermind“ der Gruppe, Ferenc Jávori, wurde in dem heute zur Ukraine gehörenden Munkács geboren und wuchs dort auf. Er erlebte den Klezmer als Bestandteil der damals dort blühenden jüdischen Kultur. Als Arrangeur und Komponist entwickelt Jávori den Klezmer beständig weiter. In die osteuropäische Tradition mit ihren überlieferten Melodien, Rhythmen und Spielweisen nimmt er die vom Jazz und von Latin-Rhythmen geprägte Klezmertradition der USA und Westeuropas auf und formt einen Klezmer der offenen Grenzen, den »Blues des 21. Jahrhunderts«.

## Diskografie

### Alben
- 1995: A Nakht in Gan Eydn (A Night in the Garden of Eden)
- 1997: A 7:40-es vonat (The Train 7.40)
- 1999: Purim (Purim)
- 2000: Yiddishe Blues (Yiddishe Blues)
- 2001: Klezmer Szvit (Klezmer Suite)
- 2005: Le chajem Rebbe

### DVDs
- 2005: Le chajem Budapest